# Sexuellt utnyttjande av person i beroendeställning
Sexuellt utnyttjande av person i beroendeställning var ett brott enligt svensk lag, fram till 2004.

## Historia och definition
I brottsbalken 6 kap 3 § stod det:
"Den som förmår en person att företa eller tåla en sexuell handling genom att allvarligt missbruka att personen befinner sig i beroendeställning till gärningsmannen, döms för sexuellt utnyttjande av person i beroendeställning till fängelse i högst två år.
Är brottet grovt, döms för grovt sexuellt utnyttjande av person i beroendeställning till fängelse i lägst sex månader och högst fyra år. Vid bedömande av om brottet är grovt skall särskilt beaktas om fler än en förgripit sig på offret eller på annat sätt deltagit i övergreppet eller om gärningsmannen annars visat särskild hänsynslöshet."
2004 ändrades sexuallagstiftningen. Brottet Sexuellt utnyttjande av person i beroendeställning togs då bort och lades in i våldtäkt, enligt 6 kap. 1 § 3 punkt.
Den som, med en person som inte deltar frivilligt, genomför ett samlag eller en annan sexuell handling som med hänsyn till kränkningens allvar är jämförlig med samlag, döms för våldtäkt till fängelse i lägst två år och högst sex år. Vid bedömningen av om ett deltagande är frivilligt eller inte ska det särskilt beaktas om frivillighet har kommit till uttryck genom ord eller handling eller på annat sätt. En person kan aldrig anses delta frivilligt om...
3. gärningsmannen förmår personen att delta genom att allvarligt missbruka att personen står i beroendeställning till gärningsmannen.